# Marie-Eugénie de Jésus
Marie-Eugénie de Jésus (25 de agosto de 1817 - 10 de março de 1898), nascida Anne-Eugénie Milleret de Brou, era uma religiosa professa católica romana francesa e fundadora das Religiosas da Assunção. Sua vida não foi orientada para a fé em sua infância, até a recepção da Primeira Comunhão, que parecia transformá-la em uma pessoa piedosa e perspicaz; ela também experimentou uma conversão repentina após ouvir um sermão que a levou a fundar uma ordem dedicada à educação dos pobres. No entanto, sua vida religiosa teve seu próprio conjunto de provações, pois complicações impediram que sua ordem recebesse a aprovação pontifícia total devido a alguns poucos que causaram problemas, bem como a morte de muitos seguidores por tuberculose no início da vida da ordem.
Sua beatificação foi celebrada sob o papa Paulo VI em 1975, enquanto sua canonização foi posteriormente celebrada em 3 de junho de 2007 sob o Papa Bento XVI.

## Vida
Anne-Eugénie Milleret de Brou nasceu na noite de 25 de agosto de 1817 em Metz como um dos cinco filhos (três homens e duas mulheres) de Jacques Milleret e Eleonore-Eugénie de Brou. Seu batismo foi celebrado em 5 de outubro. Seu pai era seguidor de Voltaire e um liberal, o que muitas vezes o colocava em conflito com sua fé em declínio. Ele fez fortuna com bancos e política. Seus pais se conheceram em Luxemburgo quando seu pai tinha 19 anos e sua mãe, 22; os dois se casaram logo depois. Em 1822, seu irmão Charles (1813-1822) morreu e sua irmã Elizabeth morreu em 1823. Ela tinha dois irmãos mais velhos, Eugene (n. 1802) e Louis (n. 1815–1816).  Um ancestral distante foi o condotiero Miglioretti italiano que serviu Francisco I.
O jovem Milleret de Brou cresceu em um castelo no subúrbio de Priesch, ao norte de Paris. Quando ela tinha 13 anos, seu pai perdeu todo o dinheiro e a propriedade da família. Seus pais se separaram em 1830 como resultado dos infortúnios financeiros de seu pai, e ela se mudou para Paris com sua mãe, enquanto seu irmão Louis se mudou com seu pai. Milleret de Brou tinha uma profunda preocupação com os pobres e cuidava de famílias pobres; ela frequentemente acompanhava sua mãe visitando aquelas famílias pobres necessitadas.
A mãe de Milleret de Brou morreu de cólera em 1832, após um curto período de doença, e ela passou o resto de sua adolescência entre dois pares de parentes. De um lado, ela encontrou sua família preocupada com os prazeres materiais, enquanto o outro demonstrava um estreito espírito de piedade. Separada do irmão que fora seu principal companheiro quando criança, ela se perguntava sobre a vida e como viver o espírito de fé e justiça que sua mãe lhe ensinara. Em 1825 fez uma peregrinação ao santuário de Sainte-Anne d'Auray, onde se sentiu chamada a fundar uma ordem religiosa dedicada à educação dos pobres. Em 25 de dezembro de 1829, dia de Natal, ela tomou sua primeira comunhão e foi uma experiência de mudança de vida para ela. Através da recepção deste sacramento experimentou a presença de Deus - um momento espiritual profundo - que se revelou um momento ao qual ela se referirá para o resto da sua vida.
Durante a Quaresma de 1836, Milleret de Brou foi convidado a ouvir uma série de palestras na catedral de Notre Dame às 10 horas, ministradas pelo então Abade Lacordaire, famoso pregador e comentarista social. Sua pregação a levou a uma profunda experiência de conversão, e ela se apaixonou pelas mensagens do Evangelho e, portanto, uma serva dedicada de Deus. Em julho de 1837, ela voltou para o pai e o irmão, que não via desde a separação dos pais; ela anunciou a eles que queria se tornar uma irmã religiosa e ficou com o coração partido porque seu pai e seu irmão Louis acharam esse sonho incompreensível.
Fez um breve noviciado com as Irmãs da Visitação em 15 de agosto de 1838 antes de partir. Ela confessou- se ao Abade Théodore Combalot, que lhe disse que procurava alguém que o ajudasse a fundar uma ordem religiosa dedicada à Virgem Santíssima e à educação dos pobres. Ele acreditava que ela seria o fundador capaz de ver sua visão.
Em 30 de abril de 1839, Milleret de Brou fundou com quatro companheiros os Religiosos da Assunção. A congregação começou em um pequeno apartamento na Rue Ferou em Paris e celebrou sua primeira Missa juntos como uma congregação religiosa em 9 de novembro de 1839. Em março de 1841 foi eleita Superiora da Ordem e ocupou o cargo até que renunciou devido a problemas de saúde em 1894. Emitiu os votos iniciais em 14 de agosto de 1841 e a profissão perpétua em 25 de dezembro de 1844.
Em maio de 1866, Marie-Eugénie de Jésus partiu para Roma e visitou o túmulo de São Pedro antes de partir para visitar as catacumbas e outras igrejas romanas, e depois assistir à missa na sala onde morreu Santo Inácio de Loyola. Em 31 de maio ela teve uma audiência privada com o Papa Pio IX. Marie-Eugénie de Jésus voltou a Roma, onde em 11 de abril de 1888 o Papa Leão XIII emitiu a aprovação pontifícia à sua ordem e assinou o decreto em sua presença.
Em 1893, Marie-Eugénie de Jésus voltou a Roma e reencontrou Leão XIII. Em 1894, ela tentou retornar a Roma, mas teve que parar em Gênova devido a uma doença durante o trajeto. No final de 1894 ela visitou Madrid e San Sebastián. Em março de 1895, ela foi com sua babá, Irmã Marie Michel, a Roma e fez paradas ao longo do trem para Montpellier e Nice, bem como para Cannes e Gênova; ela voltou para a França três meses depois.
A freira idosa sofreu um pequeno derrame em outubro de 1897, que fez sua fala ficar mais lenta; suas pernas começaram a ficar frágeis e os movimentos tornaram-se mais difíceis com o tempo. Marie-Eugénie de Jésus morreu em 10 de março de 1898 às 3 horas; ela recebeu o viático em 9 de março e a Unção dos enfermos em 13 de fevereiro, quando parecia que ela iria morrer, apesar de ter se recuperado daquele susto. O cardeal arcebispo de Reims Benoît-Marie Langénieux celebrou seu funeral em 12 de março. Em 2019, sua ordem tinha 1300 seguidores de 44 nacionalidades diferentes, operando em 34 países em quatro continentes.

## Santidade
O processo de santidade começou na arquidiocese de Paris em um processo informativo que o cardeal Jean Verdier supervisionou de 1934 até seu fechamento em 1936; seus escritos receberam aprovação teológica em duas ocasiões distintas em 1 de fevereiro de 1939 e em 8 de julho de 1949. A introdução formal à causa veio em 17 de abril de 1940 sob o Papa Pio XII e ela foi intitulada como uma Serva de Deus.
O cardeal Emmanuel Célestin Suhard supervisionou o processo apostólico de 1941 até 1943, antes que toda a documentação de ambos os processos fosse enviada à Congregação para os Ritos em Roma, que validou esses processos em 14 de dezembro de 1945. Uma comissão antepreparatória aprovou a causa em 9 de maio de 1951, assim como uma preparatória (a primeira em 30 de junho de 1953 foi inconclusiva) em 7 de junho de 1960 e a comissão geral em 6 de junho de 1961. Em 21 de junho de 1961 ela foi intitulada Venerável depois que o Papa João XXIII confirmou que ela viveu uma vida de virtudes heroicas. O Papa Paulo VI a beatificou em 9 de fevereiro de 1975 na Praça de São Pedro.
O milagre da canonização foi inaugurado e encerrado em 2003 na arquidiocese de Manila, enquanto a Congregação para as Causas dos Santos validou o processo em 30 de abril de 2004. Os especialistas médicos aprovaram este milagre em 27 de janeiro de 2005, assim como os teólogos em 14 de fevereiro de 2006 e os membros da CCS em 12 de dezembro de 2006. O Papa Bento XVI aprovou este milagre em 16 de dezembro de 2006 e formalizou a data para a canonização em 23 de fevereiro de 2007 em um consistório; Bento XVI a canonizou em 3 de junho de 2007.

### Milagre
O milagre da canonização foi a cura de Risa Bondoc (b. Fevereiro de 1995), que tinha uma condição desde o nascimento que impedia as duas metades de seu cérebro de se unirem. Sua mãe - que não sabia dessa condição - havia colocado Risa para adoção e assim Ditos e Carmen Bondoc a adotaram e a levaram aos especialistas, sem sucesso.